# 春奈るな るなティックワールド
『春奈るな るなティックワールド』（はるなるな るなティックワールド）は、2016年10月1日から2019年3月27日までニッポン放送で放送されたラジオ番組。

## 番組概要
- 春奈るな初のラジオレギュラー番組である[1]。
- 放送時間
  - 当初（2016年10月1日 - 2017年3月25日）は、土曜日21:40 - 22:00。
  - 2017年4月から日曜日21:30 - 21:50に移動した。（プロ野球ナイター中継延長時は休止）
    - ただし、当日にプロ野球ナイター中継の予定がない場合は、従来から同枠で放送されている『大竹しのぶ ねちゃダメだよ、ZZZ』の放送が優先されたため、ナイター中継があり、かつ21:30までに中継が終了した場合のみの放送となった。かつ6月までは日曜ナイターの開催が3週しかないため、特番に近い扱いの「 - スペシャル」の肩書き付き放送となり、3ヶ月間で実際にこの時間で放送できたのは4月30日のみであった。また、6月に日曜ナイターが一切ないことから、別途5月28日に『SPECIAL BOX』枠で特番を放送した（いずれも後述）。
    - 7月からは『ねちゃダメだよ、ZZZ』が終了かつほぼ全ての週に日曜ナイターが組まれることから、定時放送を前提とした形態に戻るが[2]、この間も野球中継がない場合には『SPECIAL BOX』第2部を編成するため休止していた（7月2日、7月16日、9月17日が該当）。

  - 2017年10月7日から、土曜日20:20 - 20:40[3]に移動。この間はNRNのラインネット番組として、一部の地方局にもネットされていた[注 1]。ネット局では前枠の『REPROFILE』、後枠の『玉城ティナとある世界』とワンセットでのネット受けとなっており、NRN公式サイトの番組一覧や一部の局の番組表では、本番組を含めた3番組によるコンプレックス枠と扱われていた。
    - なお、スペシャルウィーク等でニッポン放送が関東ローカルの特別番組を編成する場合は、ネット局も含めて前後2番組とともに休止された。ネット局では20時台の代替番組として『サウンドコレクション』（裏送り）が編成された。一方、ニッポン放送でプロ野球日本シリーズ中継が放送される場合は、雨傘番組として前後2番組とともに通常通り制作され、日本シリーズを放送しない地方ネット局へ裏送りされた[注 2]。

  - 2018年4月8日より再度ニッポン放送のみのローカル放送に戻り、日曜日21:00 - 21:20に移動した。前年の同時期とは逆に、プロ野球ナイター中継の予定がない場合のみの放送となった[4]。7月22日以降プロ野球ナイター中継が毎週組まれる都合上、7月15日の放送を最後に、秋の改編まで一旦休止に入った。
  - ナイター編成明けの2018年10月3日より、水曜日21:00 - 21:20に移動して放送再開。引き続きニッポン放送のみのローカル放送となる。しかし、半年後の2019年3月27日を以って2年半の放送に幕を閉じた。
- 放送内容は、近況報告、視聴者からのお便り紹介、レギュラーコーナー、春奈が歌う曲の再生、告知からなる。
- 基本的には春奈だけが出演する。ただし、コラボレーションアルバム「S×W EP」発売のときには、ゲストの出演があった[5]。

### 記念回
- 2017年4月30日「春奈るな るなティックワールド 〜ステラブリーズ発売記念スペシャル〜」[6]
  - 4月23日も同様の肩書きで放送される予定であったが、ナイター中継延長のため取りやめられた。
- 2017年5月28日「春奈るな るなティックワールド 〜LUNARIUM発売決定スペシャル〜」（10分拡大）[7]
  - 当日はナイター中継の予定がなかったが、単発枠『SPECIAL BOX』の20:30 - 21:00枠で放送。
  - 5月21日も同様の肩書きで放送される予定であったが[8]、ナイター中継延長のため取りやめられた。

## ネット局
※番組終了時点。
| 放送地域   | 放送局                        | 放送時間           | 放送期間                      | 放送時間変遷・備考 |
| ---------- | ----------------------------- | ------------------ | ----------------------------- | --- |
| 関東広域圏 | ニッポン放送（LF） （制作局） | 水曜 21:00 - 21:20 | 2016年10月1日 - 2019年3月27日 | 最終回時点での放送時間では2018年10月3日より放送。 - 土曜 21:40 - 22:00（2016年10月1日 - 2017年3月25日） - 日曜ナイター開催日 21:30 - 21:50（2017年4月30日 - 2017年10月1日） - 土曜 20:20 - 20:40（2017年10月7日 - 2018年3月31日） - 日曜ナイター非開催日 21:00 - 21:20（2018年4月8日 - 2018年7月15日） |

### 過去のネット局
| 放送地域 | 放送局            | 放送時間           | 放送期間                       | 備考     |
| -------- | ----------------- | ------------------ | ------------------------------ | -------- |
| 山形県   | 山形放送（YBC）   | 土曜 20:20 - 20:40 | 2017年10月7日 - 2018年3月31日  |          |
| 富山県   | 北日本放送（KNB） | 土曜 20:20 - 20:40 | 2017年10月7日 - 2018年3月31日  |          |
| 和歌山県 | 和歌山放送（wbs） | 土曜 20:20 - 20:40 | 2017年10月7日 - 2018年3月31日  |          |
| 徳島県   | 四国放送（JRT）   | 土曜 20:20 - 20:40 | 2017年10月7日 - 2018年3月31日  | [ 注 3 ] |
| 茨城県   | 茨城放送（IBS）   | 土曜 20:20 - 20:40 | 2017年10月14日 - 2018年3月31日 | [ 注 5 ] |

## スポンサー
制作局のニッポン放送のみ、サンセルモの一社提供となっていたが、他にもパーティシペーション扱いのスポンサーが数社入っていた。
地方ネット局向けにはCMフィラーが送出され、局によってはローカルCMが挿入された。

## レギュラーコーナー
- 「るなるーシアター」：視聴者から募集した演じて欲しいキャラクタやシチュエーションを基に作成したシナリオによる春奈独演の朗読劇のコーナー。
- 「二次元あるあるかるた!」：2次元世界でよくあるシチュエーションやセリフで、いろはカルタ風のあるあるカルタを作っていくコーナー。視聴者から読み札を募集し、読み札と対になる絵札を春奈が書き、放送終了後に番組ツイッターで公開する。
- 「なんのこっちゃランキング」：視聴者から募集した超個人的なランキングベストスリーをクイズ形式で紹介し、春奈が答えるコーナー。
- 「妄想相談部屋」：視聴者のから応募した妄想の出来事に関する相談に、春奈が真剣にアドバイスし、答えるコーナー。
- 「るな氏、夏コミで売り子するってよ！」：夏コミに参加するために、視聴者から出店に関する提案、夏コミに関する情報を募集し、具体的に内容を決定していくコーナー。

## スタッフ
構成作家：森永たまち